# Arduboy
Arduboy es una consola de juegos portátil con software de código abierto, basada en la plataforma de hardware Arduino. El desarrollo se financió mediante una campaña de Kickstarter en 2015.
La versión original del Arduboy tenía 1,6 mm de grosor, la altura y el ancho de una tarjeta de crédito, y fue diseñada inicialmente por Kevin Bates como una tarjeta de presentación electrónica.
Las versiones de consumo posteriores reemplazaron los paneles sensibles al tacto de la primera versión por botones físicos e incluyen una caja protectora de plástico, lo que aumenta el grosor a 5 mm. 

## Software
La consola tiene soporte para un solo juego. El software se puede cargar usando Arduino IDE y las bibliotecas disponibles, a través del puerto USB. El usuario también puede programar su propio software. 
El sitio web dispone de una biblioteca de juegos creados por la comunidad. Además, la comunidad detrás del producto dispone para la venta unidades precargadas con juegos licenciados como Tetris, Pac-Man, entre otros.